# Corona navale

Esempio di corona navale

Lo stemma della Marina Militare Italiana sormontato dalla corona navale

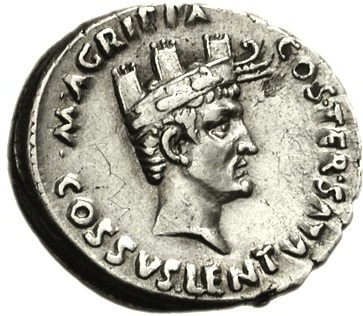
Marco Vipsanio Agrippa con la Corona Navale, per commemorare le sue gesta nella battaglia di Azio

La corona navale (latino: corona navalis o corona classica, da classis, cioè flotta), detta anche corona rostrata, era una corona utilizzata come onorificenza della Repubblica e dell'Impero romano, spettante a chi avesse per primo arrembato una nave nemica o ad un Comandante Superiore della flotta ovvero ad un Prefetto Navale che avesse, a seguito di una vittoria, distrutto la flotta nemica.
Si trattava dunque di due premi distinti, ma non risulta chiaro se si trattasse di due corone distinte o di un unico tipo di corona assegnato per due eventi distinti.
Oggidì, la corona classica, risulta essere il simbolo marinaro di quanti, in possesso dei più alti titoli professionali, esercritano, su navi, il comando in mare. I galloni di grado dei comandanti di nave sono contrassegnati da una corona classica quale elemento testimoniante il loro grado e la loro altamente qualificante ed onorifica funzione.

## Caratteristiche della corona navale
Realizzata in oro a foggia di corona muraria, cioè con l'aspetto di cinta muraria di una città, ma recava tutt'intorno, simbolicamente dei rostri di navi (questo, quantomeno, sembrava sicuramente valere per la corona rostrata, nel caso si trattasse di una corona distinta da quella navale).
Virgilio, nell'Eneide considera i due premi congiuntamente in un'unica frase tempora navali fulgent rostrata corona, non aiutandoci quindi a discernere sulla questione dell'esistenza di un'unica corona o piuttosto di due.
Il primo a ricevere la corona navale sarebbe stato Marco Atilio Regolo nel 257 a.C. per la vittoriosa battaglia di Capo Ecnomo nella prima guerra punica, successivamente ne furono insigniti Marco Terenzio Varrone, che l'avrebbe ricevuta nel 67 a.C. da Pompeo Magno per i suoi meriti nella guerra contro i pirati, e Marco Vipsanio Agrippa per la sua vittorio su Sesto Pompeo nel 36 a.C. nella battaglia di Nauloco. L'uso avrebbe ripreso la tradizione ateniese di donare corone d'oro in premio per i servizi nella flotta.

## Araldica
La corona navale è utilizzata anche in araldica e in particolare nell'araldica civica italiana, dove compare nello stemma della Marina Militare. In tale versione la corona ha aspetto di corona turrita con rostri e àncora.

## Curiosità
La corona navale, come innanzi detto, conferita solo a tre valentissimi comandanti di flotta, ancor oggi - come lo fu per i nostri lontani antenati - rappresenta l'onorifica insegna a riconoscimento delle più elevate capacità relative al comando ed alla condotta delle navi in mare.

### Fonti primarie
- Aulo Gellio, Noctes Atticae
- Cicerone, Pro Plancio
- Plinio il Vecchio, Naturalis historia
- Polibio, Historiae
- Tacito, Annales
- Seneca, De clementia

### Fonti secondarie
- William Smith, "Corona", A Dictionary of Greek and Roman Antiquities, John Murray, 1875.